# Saurauia pilogyne
Saurauia pilogyne är en tvåhjärtbladig växtart som beskrevs av Friedrich Ludwig Diels. Saurauia pilogyne ingår i släktet Saurauia och familjen Actinidiaceae. Inga underarter finns listade i Catalogue of Life.